# Mikuláš IV. z Bruntálu
Mikuláš IV. z Bruntálu (asi 1370–1405/1407), od roku 1385 pán Bruntálu, byl mladším synem knížete Jana I. Ratibořského a Anny Hlohovské.
Mikuláš byl ještě nezletilý, když mezi lety 1380 a 1382 zemřel jeho otec. Vlastní úděl, nevelký okres s Bruntálem jako hlavním hradem získal až roku 1385. 
Zemřel okolo roku 1406, neoženil se a neměl dědice.
Území získal Mikulášův starší bratr Jan II. Opavský.